# Rozkvit
Rozkvit (en ucraniano: Розквіт) es un pueblo ucraniano perteneciente al óblast de Odesa. Situado en el suroeste del país, es parte del raión de Berezivka y centro del municipio (hromada) de Rozkvit.

## Toponimia
El nombre del asentamiento en ruso es también Rozkvit (en ruso: Розквит). El pueblo originalmente se llamaba Jladke (en ucraniano: Гладке), entre 1954 y 1958 el nombre fue Budionnivske (en ucraniano: Будьоннівське) y desde 1958 tiene el nombre actual.

## Geografía
Rozkvit se encuentra a unos 24 km al oeste de Berezivka y a unos 72 km al norte de Odesa.

## Historia
El pueblo fue fundado a finales del siglo XIX y se llamó Jladke.

## Demografía
La evolución de la población de Rozkvit entre 1989 y 2001 fue la siguiente:
| 943                                                           | 1050 |
| (Fuente: Cities & Towns of Ukraine y UKRAINE: Größere Städte) |      |

Según el censo de 2001, la lengua materna de la mayoría de los habitantes, el 88,48%, es el ucraniano; y del 9,62% es el ruso.

## Infraestructura

### Educación
La única institución educativa en el pueblo es la escuela secundaria Rozkvitiv del nivel I-III.